# NGC 555
NGC 555 је спирална галаксија у сазвежђу Кит која се налази на NGC листи објеката дубоког неба.
Деклинација објекта је - 22° 45' 42" а ректасцензија 1h 27m 11,7s. Привидна величина (магнитуда) објекта NGC 555 износи 14,4 а фотографска магнитуда 15,3. NGC 555 је још познат и под ознакама ESO 476-12, MCG -4-4-14, NPM1G -23.0003, PGC 5419.